# Marek Gandecki
Marek Gandecki (ur. 1964) – polski muzyk, dyrygent, pedagog, profesor doktor habilitowany, wykładowca Akademii Muzycznej w Bydgoszczy na specjalności: dyrygentura klasyczna.

## Życiorys
Absolwent poznańskiej Akademii Muzycznej w klasie dyrygentury prof. Janusza Dzięcioła, laureat IV Ogólnopolskiego Konkursu Dyrygentów w Poznaniu (1992). Dyrektor Instytutu Dyrygentury Akademii Muzycznej im. I. J. Paderewskiego w Poznaniu. Pomysłodawca i dyrektor Grand Prix Polskiej Chóralistyki im. Stefana Stuligrosza.
Założyciel i dyrygent Chóru Kameralnego Akademii Muzycznej w Poznaniu, Chóru Kameralnej „Musica Viva” Uniwersytetu Ekonomicznego w Poznaniu, Chóru Zamku Kórnickiego „Castellum Cantans” (1999-2013). Laureat wielu prestiżowych nagród zdobytych przez wspomniane zespoły w konkursach chóralnych, a także wielu indywidualnych nagród dla najlepszego dyrygenta.
Juror konkursów i festiwali chóralnych; wykładowca warsztatów dyrygenckich organizowanych m.in. przez Narodowe Forum Muzyki we Wrocławiu oraz chóralnych kursów mistrzowskich, m.in. w Gdańsku, Łodzi, Opolu, Warszawie, Wrocławiu. Prowadził cykl szkoleń organizowanych przez Bernard Brunhes Polska (BPI Group), związanych z przywództwem, zarządzaniem zespołem i kreatywnością, skierowanych do kadry menedżerskiej czołowych polskich i międzynarodowych instytucji.